# 銀座化粧
『銀座化粧』（ぎんざけしょう）は、1951年に公開された日本映画。
銀座のネオン街を舞台に繰り広げられる人間模様を描いた作品。当時工事中だった「トルコ風呂・温泉のデパート」東京温泉が映っているのも見物である。銀座の近くで星がまだたくさん見える時代の話。

## あらすじ
銀座で女給をしている雪子は5歳になる息子の春雄と暮らしているが、昔の愛人安蔵は今でも金の無心に来る。ある日雪子は昔の仲間静江から、静江が「心の恋人」「坊や」と呼ぶ上京してきた資産家の息子石川の案内役を頼まれる。相手をしているうちに雪子は石川との結婚を夢見るが、春雄の行方が突然わからなくなってしまい、自分のことを「お姉さん」と呼ぶ間柄の京子に石川の相手を頼んで自分は帰宅する。釣り船に乗せてもらっていた春雄は見つかったがその一夜の間に京子と石川は婚約してしまっていた。あきらめた雪子は今日も銀座で働くのだった。

## キャスト

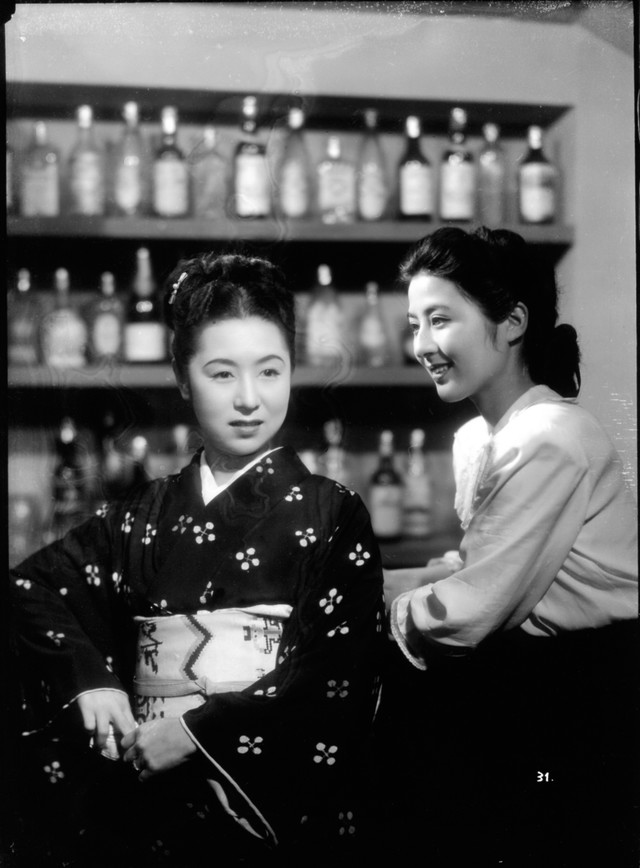
田中絹代(左)と香川京子(右)

- 津路雪子：田中絹代
- 津路春雄：西久保好汎
- 佐山静江：花井蘭子
- 葛西英治郎：小杉義男
- 菅野平兵衛：東野英治郎
- マダム幸子：津路清子
- 女給京子：香川京子
- 女給弓子：春山葉子
- 女給朱美：明美京子
- 女給かほる：落合富子
- 岡本龍治：岡龍三
- 石川京助：堀雄二
- 杵屋佐久：清川玉枝
- 杵屋清吉：柳永二郎
- 藤村安蔵：三島雅夫
- ポイントの鉄：竹中弘正
- 白井権六：田中春男
- ：花岡菊子

## スタッフ
- 監督：成瀬巳喜男
- 製作：伊藤基彦
- 原作：井上友一郎
- 脚色：岸松雄
- 撮影：三村明
- 編集：笠間秀敏
- 音楽：鈴木静一
- 助監督:石井輝男
- 製作：伊藤プロ
- 配給：新東宝